# Malkangiri
Malkangiri è una città dell'India di 23.110 abitanti, capoluogo del distretto di Malkangiri, nello stato federato dell'Orissa. In base al numero di abitanti la città rientra nella classe III (da 20.000 a 49.999 persone).

## Geografia fisica
La città è situata a 18° 21' 0 N e 81° 54' 0 E e ha un'altitudine di 169 m s.l.m..

## Società

### Evoluzione demografica
Al censimento del 2001 la popolazione di Malkangiri assommava a 23.110 persone, delle quali 11.966 maschi e 11.144 femmine. I bambini di età inferiore o uguale ai sei anni assommavano a 3.407, dei quali 1.773 maschi e 1.634 femmine. Infine, coloro che erano in grado di saper almeno leggere e scrivere erano 13.091, dei quali 7.741 maschi e 5.350 femmine.